# Aureo L. Calles
Aureo L. Calles är en ort i Mexiko.   Den ligger i kommunen Huimanguillo och delstaten Tabasco, i den sydöstra delen av landet, 600 km öster om huvudstaden Mexico City. Aureo L. Calles ligger 53 meter över havet och antalet invånare är 238.
Terrängen runt Aureo L. Calles är huvudsakligen platt, men åt sydost är den kuperad. Terrängen runt Aureo L. Calles sluttar norrut. Runt Aureo L. Calles är det ganska glesbefolkat, med 43 invånare per kvadratkilometer. Närmaste större samhälle är Chontalpa, 12,6 km norr om Aureo L. Calles. Trakten runt Aureo L. Calles består till största delen av jordbruksmark.